# Archeozofia

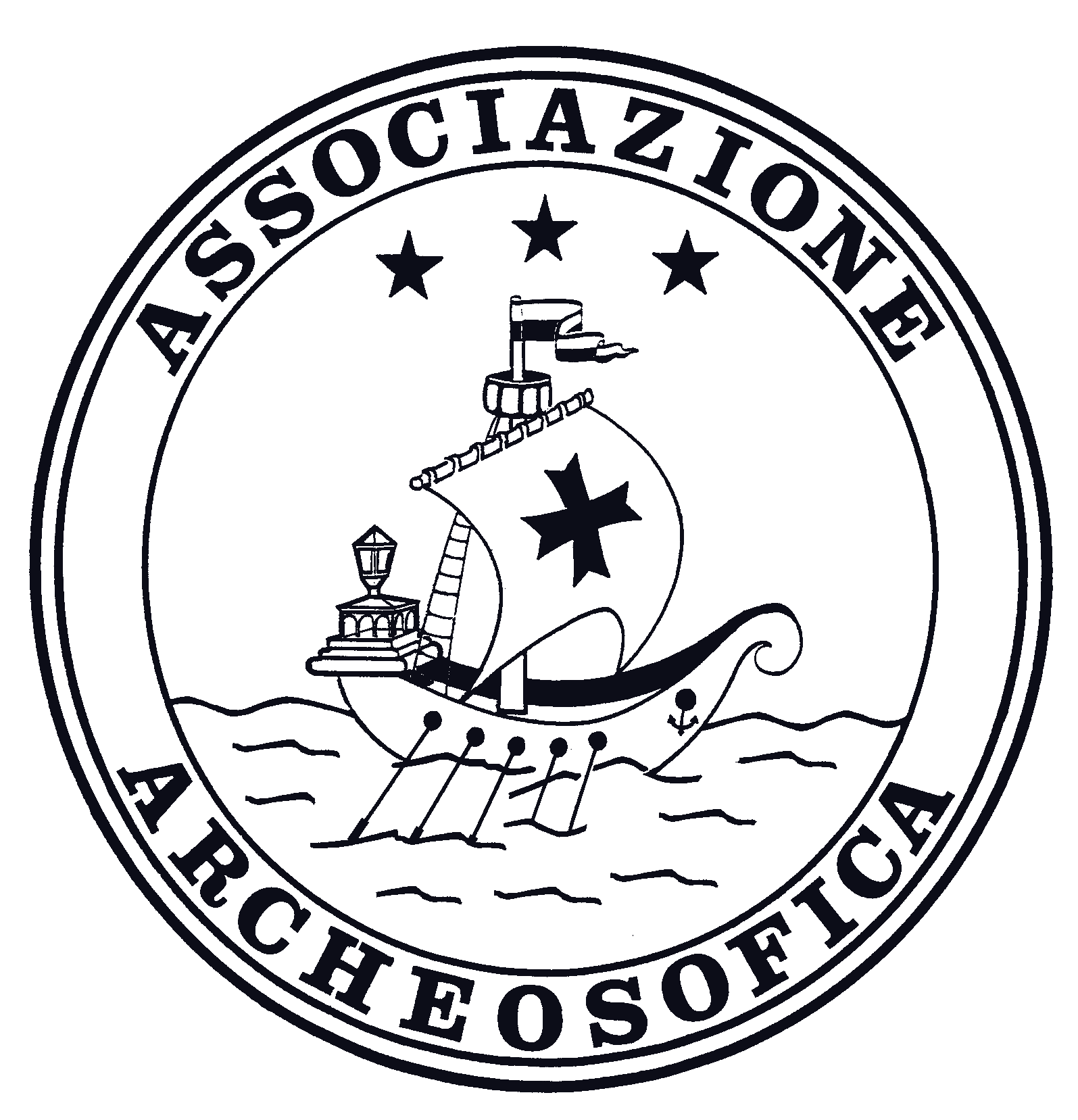
Symbol Associazione Archeosofica

Archeozofia – ezoteryczna szkoła mistyczna i ascetyczna, czerpiąca z tradycji teozofii i różokrzyża.
Twórcą archeozofii był Włoch Tommaso Palamidessi (1915-1983), zajmujący się studiami nad parapsychologią, alchemią oraz tradycjami religijnymi Wschodu, głównie jogą. W 1948 roku założył Zakon Lotosu i Krzyża, który w 1968 roku przekształcił się w Towarzystwo Archeozoficzne (Associazione Archeosofica). Po śmierci Palamidessiego kierownictwo nad organizacją przejęła jego żona i współpracownicy. Ruch ten posiada współcześnie około 400 aktywnych członków na terenie Włoch oraz oddziały w Niemczech, Francji i Portugalii.
Doktryna archeozofii jest synkretyczną mieszanką różnych poglądów i praktyk duchowych Wschodu i Zachodu, od nauki Ojców Kościoła, przez mistykę prawosławną po hinduski tantryzm. Centralną rolę odgrywa w niej wiara w Syna Bożego, doskonały i niezmienny byt duchowy, który na przestrzeni wieków inkarnował się dla dobra ludzkości w życiu ziemskim jako Rama, Kryszna, Jezus Chrystus i objawi się ponownie jako Mesjasz. Palamidessi głosił także wiarę w reinkarnację i możliwość poznania swoich przeszłych wcieleń, utrzymując iż sam był w przeszłości Orygenesem i Girolamem Cardanem. Ostatecznym celem człowieka jest przerwanie cyklu narodzin i śmierci i osiągnięcie pełnego zjednoczenia z przedwiecznym Bogiem. Towarzystwo Archeozoficzne propaguje rozmaite praktyki duchowe, diety, medycynę alternatywną oraz techniki seksualne, które mają pomóc w osiągnięciu gnozy.